# Carolina Kostner
Carolina Kostner (Bolzano, 8. veljače 1987.) talijanska je klizačica u umjetničkom klizanju. 
Osvojila je brončanu olimpijsku medalju 2014. godine, svjetska je prvakinja iz 2012., pet puta europska prvakinja (2007., 2008., 2010., 2012. i 2013.) i finalna prvakinja u Grand Prixu 2011. godine. Osvajala je medalje na šest Svjetskih prvenstva od 2005. do 2014., na jedanaest europskih prvenstva od 2006. do 2018., brončanu medalju na Svjetskom juniorskom prvenstvu 2003. te je devet puta bila talijanska državna prvakinja. Carolina Kostner osvojila je 11 medalja na Ěuropskim prvenstvima, posljednji put 2018. godine te je najtrofejnija klizačica u pojedinačnoj konkurenciji u povijesti natjecanja.
Carolinina majka Patricia također je bila umjetnička klizačica koja se natjecala '70.-tih godina, dok je njen otac Ervin igrao za talijansku nacionalnu momčad u hokeju na ledu, sudjelujući pritom na raznim natjecanjima od Svjetskog prvenstva do Olimpijskih igara.
Njena rođakinja i kumče je Isolde Kostner, dobitnica srebrne medalje u alpskom skijanju na Zimskim olimpijskim igrama 2002. u Salt Lake Cityiju.
Carolina je bila i nositeljica talijanske zastave na otvaranju Zimskih olimpijskih igara 2006. u Torinu. Stefan Lambier, klizač i osvajač srebrne olimpijske medalje 2006., bio joj je partner.